# The Devil's Cargo
The Devil's Cargo (El muladar de oro en España) es una película de drama mudo estadounidense de 1925 producida por Famous Players-Lasky y distribuida por Paramount Pictures. Fue dirigida por Victor Fleming y protagonizada por Wallace Beery y Pauline Starke. Está basado en una historia original para la pantalla.

## Sinopsis
Como se describe en una reseña de una revista de cine, John Joyce (Collier), recién llegado a Sacramento durante la fiebre del oro de California para editar un periódico, se arregla con los Vigilantes. Es uno de los más entusiastas en su exigencia de que los personajes del campamento minero sean expulsados para hacer de la capital lo que él cree que debería ser. Luego conoce a Faro Sampson (Starke) y se enamora, pensando que es la hija de un ministro. Cuando descubre que es la hija de un jugador y la principal atracción de su guarida, la rechaza. Sin embargo, cuando ella viene a llamar, él responde dócilmente a su llamada y se encuentra en una situación comprometedora. Es desalojado junto con todas las personas a las que había denunciado, y su hermana Martha (Adams) es transportada en el mismo barco. Los vigilantes se niegan a desembarcar a la multitud, pero se abren paso a la fuerza hasta que el estallido de la caldera del barco lo deja a la deriva con algunos hombres y mujeres todavía a bordo. Ben (Beery), bombero, asume el mando en virtud de que tiene el gorro de capitán y por su fuerza. Cuando busca convertir a Martha en su víctima, Joyce se ve impulsada a actuar para salvar a su hermana. Se produce una pelea y Ben es dominado por un golpe en la cabeza desde un tragaluz. Degradado al scullion en el barco de rescate, Ben es relegado a pelar patatas mientras Joyce y Faro encuentran la felicidad.

## Reparto
- Wallace Beery como Ben
- Pauline Starke como Faro Sampson
- Claire Adams como Martha Joyce
- William Collier, Jr. como John Joyce
- Raymond Hatton como compañero
- George Cooper como Jerry Dugan
- Dale Fuller como Millie
- Spec O'Donnell como Jimmy
- Emmett King como Square Deal Sampson (acreditado como Emmett C. King)
- John Webb Dillon como Farwell (acreditado como John Webb Dillon)
- Louis King como Briggs
- Martha Mattox como la Sra. Farwell

## Preservación
El catálogo de la Biblioteca del Congreso y los archivos de películas no muestran ningún listado de la película. Sin embargo, el sitio silentera.com y un minorista de DVD en línea enumeran la película como disponible para la venta.